# Abuso rituale satanico
L'abuso rituale satanico indica un fenomeno comprensivo di abusi sessuali, molestie fisiche, in particolar modo nei confronti di bambini, ma anche adulti, inseriti nel contesto di un'ipotetica rete invisibile di satanisti.
Il fenomeno, originato e sviluppatosi tra gli anni ottanta e gli anni novanta del XX secolo, provocò speculazioni circa ipotetiche teorie del complotto del cui vertice avrebbero fatto parte politici e miliardari di tutto il mondo, mandanti diretti del rapimento e abuso di bambini sia a scopi rituali che di genere sessuale (pornografia, prostituzione).

## Casi famosi

### Il caso McMartin
Il caso McMartin è stato un esempio di isteria collettiva riguardante l'abuso di minori. Alcuni componenti della famiglia McMartin, proprietari ed insegnanti di una scuola materna a Manhattan Beach, California, furono accusati di abusi sessuali su alcuni dei minori di cui si prendevano cura. Dopo sei anni di processo furono pienamente assolti. Fu il più lungo processo penale della storia statunitense (sei anni, dal 1983 al 1989), oltre che il più costoso (15 milioni di dollari spesi dallo stato della California).

### Il caso di Laurel Willson
Laurel Rose Willson è stata una celebre figura che ha contribuito al dilagare del panico da abusi satanici. Firmandosi come Lauren Stratford, pubblicò il controverso Satan's Underground, nel quale asseriva di raccontare la vera storia del suo allevamento come bambina destinata a essere vittima sacrificale di una setta satanica. Willson affermò anche di essere stata direttamente coinvolta in ben noti casi di presunti abusi satanici (compreso quello sugli abusi sui minori della contea di Kern, dove lei risiedeva), ma le sue dichiarazioni vennero rigettate dagli inquirenti come inaffidabili e inventate.
Un'indagine della rivista Cornerstone svelò il vero nome della Stratford e il suo retroterra familiare, e la falsità dei suoi racconti di abusi. Interviste con i familiari di Willson e altri suoi conoscenti rivelarono come lei avesse avuto una lunga storia di disturbi mentali e false accuse di abusi. Aveva più volte minacciato il suicidio e praticato l'autolesionismo. Inoltre, aveva affermato di aver partorito tre bambini in seguito a degli stupri; due, a suo dire, sarebbero stati uccisi in film snuff, mentre il terzo sarebbe stato sacrificato in un rituale satanico. Tuttavia la rivista Cornerstone non trovò prove che lei fosse mai stata incinta o avesse adottato dei bambini.

## Il dibattito
Gli scettici considerano il fenomeno come una manifestazione di panico morale, comparabile all'accusa del sangue, alla caccia alle streghe della storia europea e al maccartismo degli Stati Uniti durante il ventesimo secolo. Secondo le pubblicazioni di Cathy O'Brien, il fenomeno sarebbe stato il risultato di alcuni programmi segreti governativi, nella specie il Progetto MKULTRA della Central Intelligence Agency, atti a produrre una manipolazione psicologica sui giovani e i bambini.

Il libro Michelle Remembers, pubblicato negli anni '80 dallo psichiatra canadese Lawrence Pazder, fu uno dei primi testi a descrivere l'abuso rituale satanico.